# Wolne Państwo Kongo
Wolne Państwo Kongo (fr. État indépendant du Congo) – królestwo w środkowej Afryce, istniejące w latach 1885–1908 i będące prywatną własnością Leopolda II – króla Belgów, leżące na terenie dzisiejszej Demokratycznej Republiki Konga.
Olbrzymie, liczące ponad 2 000 000 km², terytorium zostało oddane pod władzę Leopolda II podczas konferencji w Berlinie, regulującej sprawy kolonizacji Afryki i obradującej w latach 1884–1885. Stało się tak za sprawą wieloletnich starań belgijskiego króla, który sfinansował wiele wypraw handlowych i badawczych (w tym podróżnika Henry’ego Mortona Stanleya) w głąb kontynentu afrykańskiego oraz prowadził aktywną akcję dyplomatyczną w Europie i Stanach Zjednoczonych. Zgodnie z postanowieniami tej konferencji, w skład Wolnego Państwa Kongo przejściowo (1894–1910) włączono enklawę Lado, leżącą na zachodnim brzegu górnego Nilu.
Pod patronatem Leopolda w Wolnym Państwie Kongo działalność prowadzić miały towarzystwa misjonarskie i filantropijne, handel miał zostać otwarty dla wszystkich zainteresowanych. Szybko się jednak okazało, iż realną władzę w kolonii sprawują zależne od króla spółki handlowe eksploatujące dorzecze Kongo. Prowadziły one rabunkową gospodarkę przy pozyskiwaniu kauczuku i kości słoniowej, swe zyski opierając na przymusowej pracy tubylców.

## Gospodarka kolonii. Zbieranie kauczuku

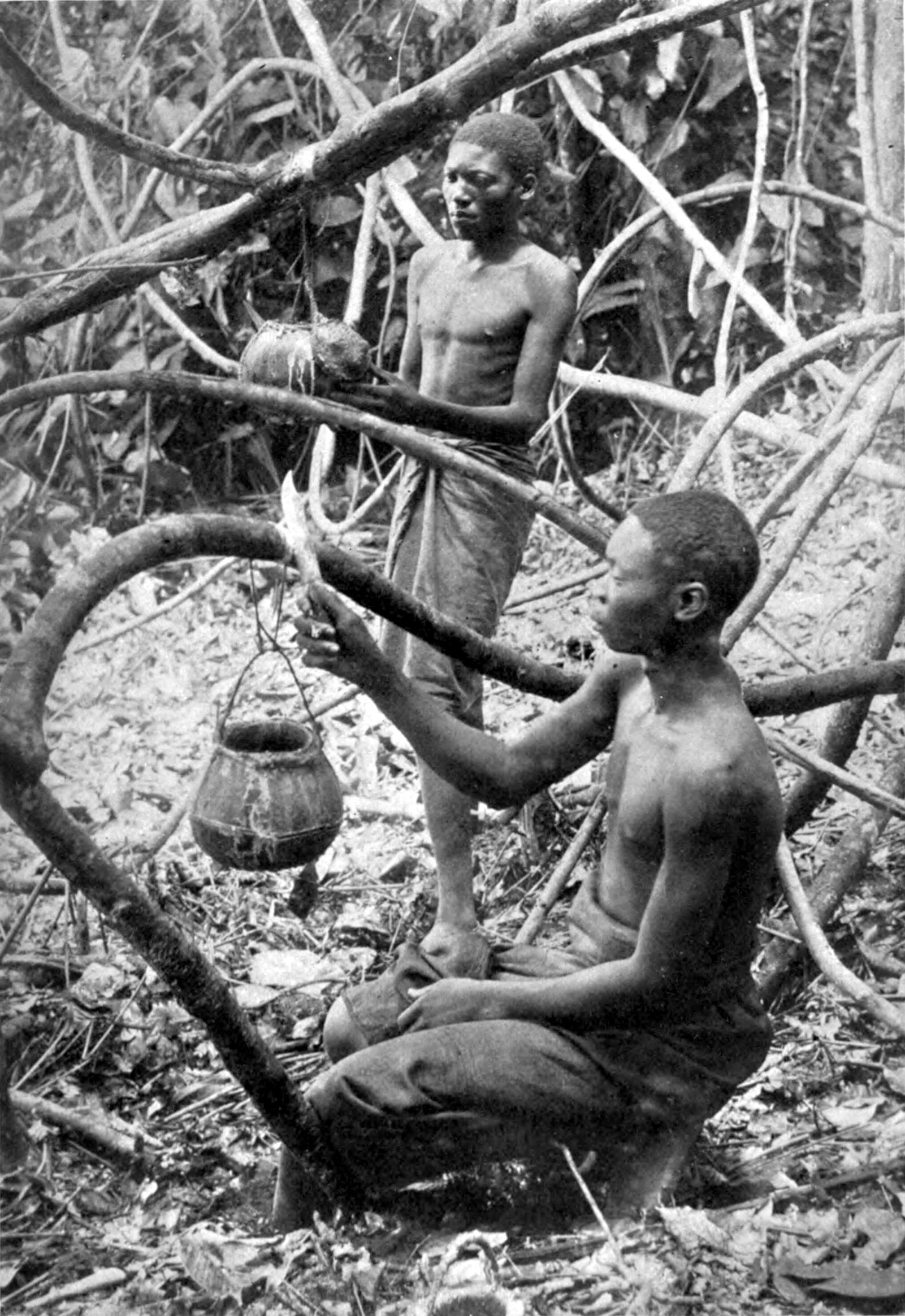
Mężczyźni zbierający kauczuk (okolice Lusambo, region Kasai)

W początkowych pięciu latach istnienia kolonii gospodarka opierała się głównie na handlu kością słoniową. W samym roku 1897 wywieziono z kraju 245 ton kości słoniowej. Na skutek tak dużego eksportu belgijskie miasto Antwerpia stała się największym na świecie centrum dystrybucji kości słoniowej. Handel nie przynosił jednak dochodów samemu królowi a głównie prywatnym przedsiębiorcom. Do 1890 roku król wydał 19 milionów franków na inwestycje w Kongu, a zarobił jedynie kilkadziesiąt tysięcy. 
Sytuacja uległa ogromnej zmianie na początku lat 90. XIX wieku, gdy gwałtowny rozwój przemysłu wywołał olbrzymi popyt na kauczuk, który był surowcem niezbędnym do produkcji wszelkich wyrobów gumowych. Leopold podporządkował gospodarkę swojej kolonii pozyskiwaniu kauczuku naturalnego, którego rosnące ceny na giełdach towarowych gwarantowały mu olbrzymie zyski. Pozyskiwanie kauczuku wzrastało dynamicznie w ostatnim dziesięcioleciu XIX wieku. W 1891 wytwarzano jedynie kilkaset ton, w 1896 1.3 tys. ton a w 1901 6 tys. ton. Wszystkie zyski z eksploatacji kauczuku trafiały do Belgii. 
Kauczuk naturalny pozyskiwano przez nacinanie pnączy i zbieranie do naczyń wyciekającego soku mlecznego. Pnącza kauczukowe rosną w rozproszeniu na podmokłych terenach dżungli, gdzie owijają się wokół pni i gałęzi innych drzew, sięgając znacznych nieraz wysokości. Zebranie wyznaczonej ilości kauczuku wymaga wielodniowych wędrówek po bagnistej dżungli, często w odległości wielu dni marszu od własnych wiosek, gdzie zbieracze byli narażeni na głód, choroby, insekty, ataki wrogich plemion lub drapieżników, a w nocy także na chłód. Przed dostarczeniem do punktu skupu zebrane do naczyń mleko kauczukowe należało podsuszyć (co w warunkach lasu tropikalnego osiągano przez rozsmarowanie na skórze i następnie zeskrobywanie zaschniętych grud). Dla zapewnienia sobie wymaganej liczby zbieraczy do pracy w takich warunkach, urzędnicy kolonialni stosowali brutalne metody przymusu.

## Środki przymusu

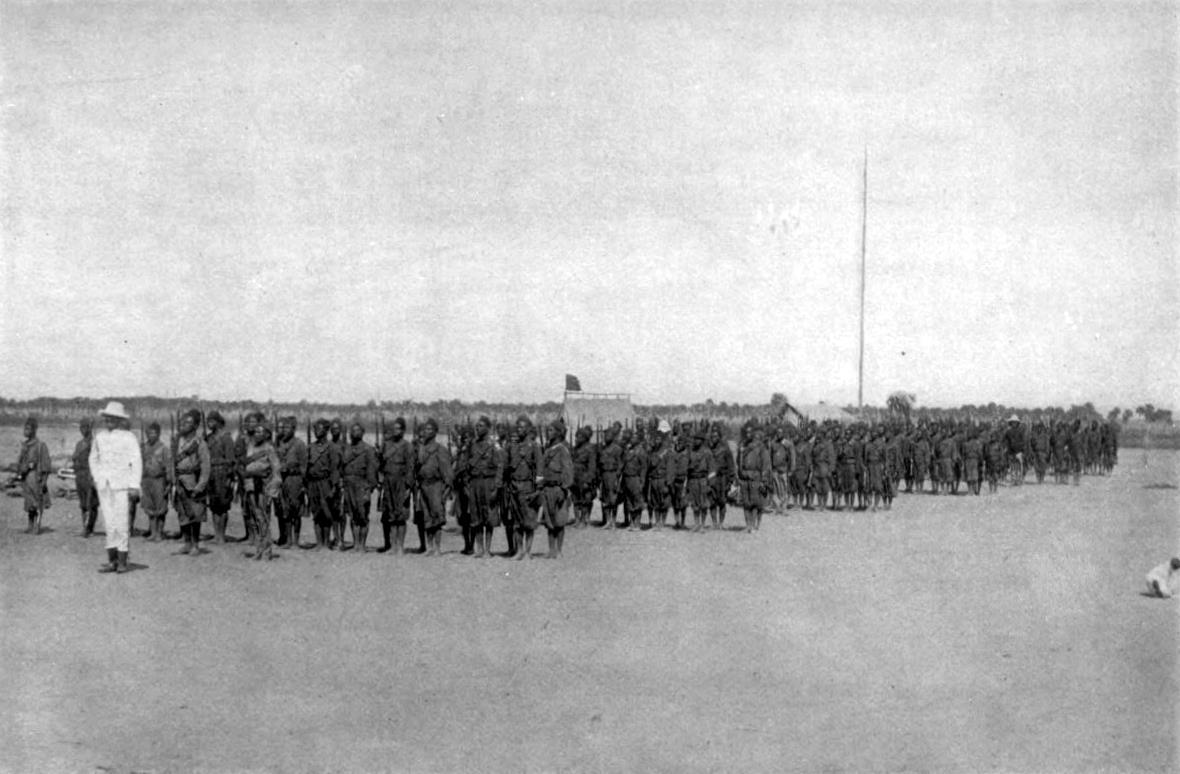
Oddział wojska Force Publique (ok. 1900)

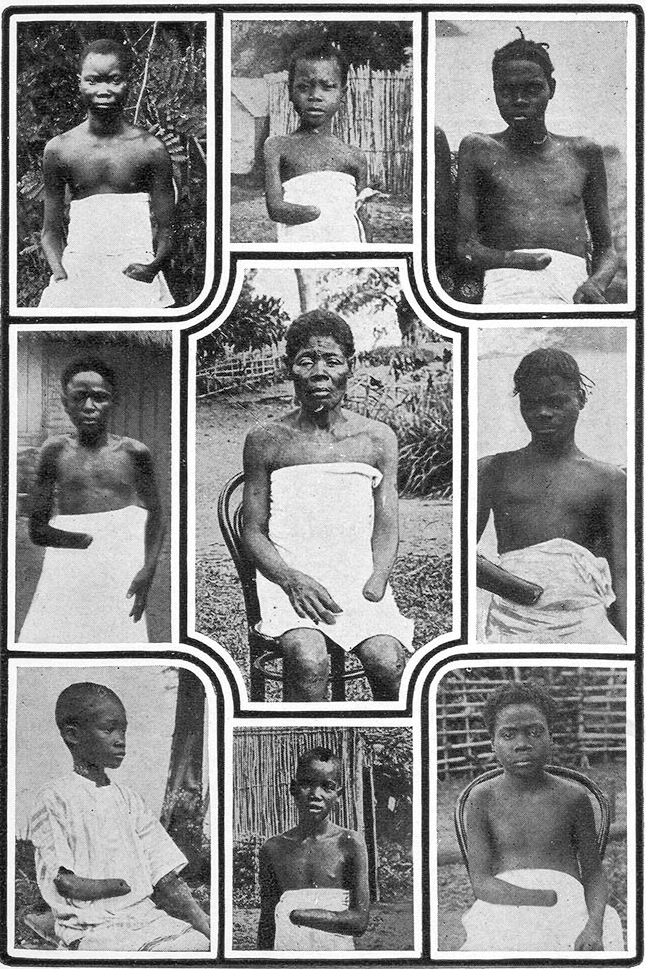
Mieszkańcy Konga, dorośli i dzieci, z odciętymi dłońmi

Mieszkańcy każdej wioski musieli przynieść wyznaczoną ilość kauczuku w wyznaczonym terminie, wymagania różniły się w zależności od regionu, ale zawsze były wygórowane i oparte na podobnych zasadach. Pozyskiwanie kauczuku było nadzorowane przez kolonialne wojsko nazywane Force Publique. W skład oddziałów wchodzili Afrykanie, nadzorowani przez Belgów. Żołnierze byli wynagradzani tylko wtedy, gdy pozyskali jak najwięcej kauczuku od lokalnej populacji, im więcej towaru dostarczyli administracji, tym wyższe otrzymywali wynagrodzenie. W efekcie stosowali terror wobec mieszkańców wiosek, by wyciągnąć od nich jak najwięcej materiału. Częstą praktyką było wysyłanie mężczyzn do dżungli, podczas gdy kobiety były traktowane jako zakładniczki, terroryzowane i mordowane, jeśli mężczyźni nie dostarczyli odpowiedniej ilości surowca. Żołnierze na masową skalę mordowali, gwałcili, stosowali przemoc wobec mieszkańców kolonii. Belgowie oczekiwali, że oddziały będą rozliczać się z każdego wykorzystanego naboju. By udowodnić, że żołnierze faktycznie kogoś zabili, odcinano ręce ofiar i przedstawiano je jako dowód swoim nadzorcom. Wbrew rozpowszechnionej opinii bestialstwo nie polegało na odcinaniu rąk żywym osobom (choć to też miało miejsce), a na całkowicie bezkarnym i masowym mordowaniu ludzi. Przykładowo jeden oficer armii pochodzący z Walonii Leon Fievez po 4 miesiącach służby w Kongu zamordował 572 osoby, podczas jednej z ekspedycji nadzorował rabunek i masakrę kilkuset wiosek, podczas których wymordowano 1 346 osób. Jednocześnie dzięki tym środkom udało mu się pozyskać największą ilość kauczuku w całym Kongu. 
Normą w kolonii było stosowanie brutalnych kar cielesnych. Belgijscy urzędnicy stosowali karę chłosty biczem zwanym chicotte za najdrobniejsze przewinienia. Według oficjalnych zaleceń chłosta powinna przebiegać w sposób kontrolowany, była określona ilość uderzeń, które urzędnik mógł wymierzyć i określone części ciała, które miał bić. W praktyce urzędnicy nie stosowali się do zaleceń, normą było sadystyczne znęcanie się urzędników nad mieszkańcami Konga, w tym również nad kobietami w ciąży. 
Król Leopold II miał świadomość popełnianych zbrodni, w oficjalnych wypowiedziach je potępiał, w rzeczywistości niewiele jednak robił by im zapobiec. Zatrudniał lub utrzymywał na stanowiskach urzędników, mimo wiedzy o popełnianych przez nich okrucieństwach.
Formalnie król potępiał niewolnictwo i zobowiązał się do jego zlikwidowania. W praktyce jednak system stworzony w Kongu był dużo gorszy od niewolnictwa. Właściciele niewolników również stosowali okrutne kary, jednak nie mordowali swoich niewolników na tak ogromną skalę, dążyli również do zapewnienia im pożywienia w celu eksploatacji ich pracy. Na skutek zaprowadzonego w kolonii systemu mieszkańcy Konga nie mieli czasu ani możliwości wykonywania innej pracy poza zbieraniem kauczuku. Doprowadziło to do upadku rolnictwa i rzemiosł. Gwałtownie obniżył się również stan zdrowia mieszkańców Konga, populacja była dziesiątkowana przez wybuchające epidemie. Część mieszkańców zbiegła do innych krajów.

## Konsekwencje
Szacuje się, że w wyniku działań Leopolda w Afryce zginęło kilka milionów ludzi, a niektórzy historycy podają liczby znacznie przekraczające 10 mln. Dokładna liczba jest jednak trudna do ustalenia, administracja belgijska nie prowadziła dokładnej statystyki wszystkich zgonów wywołanych przez terror, zarówno tych bezpośrednich (zabójstw dokonywanych przez żołnierzy), jak i tych pośrednich (np. zgonów na skutek chorób czy głodu wywołanego polityką Leopolda). 

## Międzynarodowe potępienie terroru
Na początku XX wieku ruszyła kampania przeciw zbrodniom popełnianym w Kongu. Jej kluczową postacią był Edmund Dene Morel, brytyjski publicysta i polityk. 
W 1904 brytyjski konsul w Bomie, Roger Casement, opublikował szczegółowy raport opisujący zbrodnie administracji kolonialnej. Wywołało to mocne reakcje w Wielkiej Brytanii, do kampanii przyłączyli się m.in. znani pisarze: Joseph Conrad (w opowiadaniu Jądro ciemności), Mark Twain czy Arthur Conan Doyle. Pod wpływem raportu i kampanii potępiającej zbrodnie w 1905 roku król Leopold zdecydował się stworzyć niezależną komisję, która miała zbadać sprawę. Król sądził, że komisja ukryje zbrodnie. Stało się jednak inaczej, komisja opublikowała szczegółowy raport potępiający system panujący w Kongu. Pod jego wpływem i pod presją międzynarodowej opinii publicznej król zdecydował się oddać swoje terytorium państwu belgijskiemu, oficjalnie nastąpiło to 15 listopada 1908 roku. Przed przekazaniem władzy król zarządził zniszczenie archiwów administracji Wolnego Państwa Konga. Od tego momentu stało się ono oficjalnie kolonią belgijską pod nazwą Kongo Belgijskie.

## Wolne Państwo Kongo w sztuce
- Joseph Conrad, Jądro ciemności (1899)
- Adam Hochschild, Duch króla Leopolda (1999)
- Mario Vargas Llosa, Marzenie Celta (2010)